# Joseph Dunford
Pour les articles homonymes, voir Dunford.
Joseph Dunford, né le 8 décembre 1955 à Boston (Massachusetts), est un général à la retraite du Corps des Marines des États-Unis. Il est le 19e chef d'État-Major des armées des États-Unis, en fonction du 1er octobre 2015 au 30 septembre 2019.

## Biographie

### Jeunesse
Joseph Dunford grandit à Quincy, dans le Massachusetts. Il est d'origine irlandaise et décrit comme un fervent catholique. Il est diplômé de la Boston College High School en 1973 et du Saint Michael's College en juin 1977 avant d'entrer dans l'armée la même année. Il est diplômé du United States Army War College, de la Ranger School et l'Amphibious Warfare School. Il détient une maîtrise universitaire ès lettres en administration gouvernementale de l'université de Georgetown et une seconde maîtrise en relations internationales de la Fletcher School of Law and Diplomacy à l'université Tufts.

### Carrière
Dans sa carrière, Dunford sert comme commandant de la Force internationale d'assistance et de sécurité en Afghanistan entre février 2013 et août 2014 et 36e commandant du Corps des Marines (2014-2015). Il commande plusieurs unités sur le terrain, notamment le 5e régiment de Marines lors de l'invasion de l'Irak en 2003. Le 29 juillet 2015, Dunford est confirmé par le Sénat des États-Unis pour devenir chef d'État-Major des armées des États-Unis, l'officier militaire le plus haut gradé dans les Forces armées des États-Unis.

## Promotion
| Insigne | Rang               | Date |
| ------- | ------------------ | ---- |
|         | Général            | 2010 |
|         | Lieutenant général | 2008 |
|         | Major général      | 2007 |
|         | Brigadier général  | 2004 |
|         | Colonel            | 1999 |
|         | Lieutenant colonel | 1994 |
|         | Major              | 1989 |
|         | Capitaine          | 1982 |
|         | Premier lieutenant | 1979 |
|         | Sous-lieutenant    | 1977 |

## Récompenses et décorations
Dunford est le bénéficiaire des récompenses suivantes :
|  |             |                         |             |
|  |             | Bronze oak leaf cluster | V           |
|  | Gold star   |                         |             |
|  |             | Bronze oak leaf cluster |             |
|  | Bronze star | Bronze star             | Bronze star |
|  |             |                         |             |
|  |             |                         |             |

| Parachutist Badge                                             |                                                    |                                                                  |                                                |
| Defense Distinguished Service Medal                           | Navy Distinguished Service Medal                   | Defense Superior Service Medal avec 1 feuille de chêne en bronze | Legion of Merit avec "V" Device                |
| Defense Meritorious Service Medal                             | Meritorious Service Medal avec award star (en)     | Navy and Marine Corps Commendation Medal avec 3 award stars      | Navy and Marine Corps Achievement Medal        |
| Combat Action Ribbon                                          | Navy Presidential Unit Citation                    | Joint Meritorious Unit Award avec 1 feuille de chêne en bronze   | Navy Unit Commendation                         |
| Navy Meritorious Unit Commendation                            | National Defense Service Medal avec 1 service star | Global War on Terrorism Expeditionary Medal avec 1 service star  | Afghanistan Campaign Medal avec 1 service star |
| Iraq Campaign Medal avec 2 service stars                      | Global War on Terrorism Service Medal              | Navy Sea Service Deployment Ribbon avec 6 service stars          | Médaille de l'OTAN pour l'ISAF                 |
| Office of the Joint Chiefs of Staff Identification Badge (en) |                                                    |                                                                  |                                                |